# Arichanna geniphora
Arichanna geniphora là một loài bướm đêm trong họ Geometridae.